# カドージェネルー
カドージェネルー（Cadeaux Genereux, 1985年3月22日 - 2010年11月18日）は、イギリスの競走馬、種牡馬。おもに短距離路線で活躍し、1989年のジュライカップなどに優勝した。

## 経歴

### 出自
ボビー・ケナードとその妻ヘレン・ケナードが営む、イギリス・ハンプシャーにあるウィッツベリーマナー牧場で生まれたサラブレッドの牡馬である。父ヤングジェネレーションはジャンプラ賞やロッキンジステークスに勝った馬で、また母スマーテンアップもテンプルステークスに同着で優勝した経験のある馬であった。
カドージェネルーは1歳の時にマクトゥーム・ビン・ラーシド・アール・マクトゥームに購入され、ニューマーケットのオリヴィエ・ドゥイエブ調教師に預けられた。その後2歳時に競走馬としてデビューしたが、この年は4着・3着とこれといった結果は出なかった。

### 3歳時（1988年）
カドージェネルーの本領が見られるようになったのは3歳シーズンからで、4月20日のポンテクラフト競馬場での5ハロンの条件戦において、ポール・エデリーに騎乗されたカドージェネルーは「軽妙に」4馬身差をつけて初勝利を挙げた。1か月後のニューマーケット競馬場でのハンデキャップ競走（6ハロン）でも2馬身半差の連勝、6月のヨーク競馬場で行われたゴールデンスパートロフィーハンデキャップ（6ハロン）では単勝オッズ1.8倍の支持を受け、強豪牝馬のシルバーフィリングを半馬身差抑えて勝利した。それから2週間後にはクリテリオンステークス（G3・ニューマーケット・7ハロン）で重賞に初挑戦した。レースでは新しく鞍上に迎えたパット・エデリーの操縦のもと、スタートからしばらくは待ちに徹し、最後の1ハロンで追い上げて先頭に立つと、後から来た1番人気のサルスを短アタマ差抑えて勝利、4連勝で重賞勝ちを収めた。
8月、カドージェネルーは海を渡ってフランス・ドーヴィル競馬場のモーリス・ド・ギース賞（G2・1300メートル）に出走、牝馬ブルーノート相手の2着に敗れた。イギリスに戻って11日後にはウィリアム・ヒルスプリントチャンピオンシップ（G1・ヨーク・5ハロン）でG1初挑戦となったが、ハンサムセーラーが優勝するなか6着に敗れた。
9月24日に迎えたダイアデムステークス（G3・アスコット・6ハロン）では、先日敗れたブルーノートとの再戦となった。鞍上を務めたパット・エデリーは再びカドージェネルーに抑えさせる競馬をし、最後に内側から抜け出して先頭に立つと、2着馬ポイントオブライトを3/4馬身差で破って優勝した。
カドージェネルーの同年最後の競走になったのは、10月2日のロンシャン競馬場のアベイ・ド・ロンシャン賞（G1・1000メートル）であった。この競走でカドージェネルーは、最後の200メートルで内側から抜け出す競馬でハンサムセーラーを抑えて勝利したが、審議により最下位に降着となってしまった。また、パット・エデリーも8日間の騎乗停止処分を受けている。

### 4歳時（1989年）
この年、ドゥイエブ調教師がマクトゥームの馬を預かるのを辞めたため、カドージェネルーを含むマクトゥームの競走馬は開業初年度のアレックス・スコットの厩舎に送り込まれた。
4歳シーズンの初戦は3月29日のサンダウンパーク競馬場でのテンプルステークス（G2・5ハロン）で、ここでは断然の1番人気に推されながらも3着に敗れている。また、その次のキングズスタンドステークス（G2・アスコット・5ハロン）ではインディアンリッジが優勝するなか8着と大敗している。
7月13日のニューマーケット競馬場で行われたジュライカップ（G1・6ハロン）の頃には、カドージェネルーの単勝オッズは11倍台とかなり人気を落としていた。レースではポール・エデリー騎乗のもと、再び最後に抜け出す競馬で先頭に立つと、追い上げてきたコロネーションステークス勝ち馬のゴールデンオピニオンをアタマ差退けて優勝、2馬身以上離れて3着に1番人気のデインヒル、さらにハンサムセーラーらを着外に破った。
8月24日、カドージェネルーは去年敗れたウィリアム・ヒルスプリントチャンピオンシップに再挑戦した。パット・エデリー鞍上で単勝オッズ2.1倍の1番人気に支持されたカドージェネルーは、最後の直線で抜け出す競馬でシルバーフィリングに3/4馬身差をつけて優勝、G1競走での連勝を飾った。
その後9月に距離延長となるマイル戦のムーラン・ド・ロンシャン賞（G1・ロンシャン・1600メートル）に挑戦、ポリッシュプレジデントから約2馬身離された3着に敗れてこの年を終えた。

### 評価
『Timeform』紙の刊行した『A Century of Champions』によれば、1989年のカドージェネルーには131ポンドのクラシフィケーションが与えられている。また、同書においてジョン・ランデルとトニー・モリスはカドージェネルーを20世紀イギリスのベストスプリンター第15位に挙げている。

## 種牡馬入り後
競走馬引退後は故郷のウィッツベリーマナー牧場に戻り種牡馬となった。種牡馬としてはG1競走勝ち馬を8頭出すなど成功を収めた。以下はその代表産駒。
- ホーマジック Hoh Magic - 1992年生、牝馬。モルニ賞（G1）など。
- ビジューディンデ Bijou d'Inde - 1993年生、牡馬。セントジェームズパレスステークス（G1）など。
- バハミアンバウンティ Bahamian Bounty - 1994年生、牡馬。モルニ賞（G1）、ミドルパークステークス（G1）。
- エンバシー Embassy - 1995年生、牝馬。チェヴァリーパークステークス（G1）など。
- タッチオブザブルース Touch of the Blues - 1997年生、牡馬。アットマイル（G1）など。
- メイボール May Ball -1997年生、牝馬。モーリス・ド・ギース賞（G1）。
- トイサム Toylsome - 1999年生、牡馬。フォレ賞（G1）など。
- ドナティヴム Donativum - 2006年生、騸馬。ブリーダーズカップ・ジュヴェナイルターフ（G1）など。
- レッドカドー Red Cadeaux - 2006年生、騸馬。香港ヴァーズ（G1）など。

このほか、母の父としてノットナウケイトやドリームアヘッドなどを出している。
カドージェネルーはウィッツベリーマナー牧場において、2010年11月18日に眠るように死亡した。これに際し、牧場のマネージャーであるチャーリー・オクショットは「彼はすばらしい働き者でした。年齢的にも肝臓や腎臓の機能が低下しており、少しふらついていたので、少し心配していました。幸い、彼は安らかに眠りについてくれました」と語った。また、『Racing Post』紙はカドージェネルーを「この15年でイギリス競馬に最も影響をもたらした馬の1頭」と評した。

## 血統表
| カドージェネルーの血統                     | カドージェネルーの血統                | カドージェネルーの血統           | （血統表の出典）                 | （血統表の出典） |
| 父系                                       | オーエンテューダー系                  | オーエンテューダー系             | オーエンテューダー系             | [ § 2 ]          |
| 父 Young Generation アイルランド 鹿毛 1976 | 父の父Balidar イギリス 鹿毛 1966      | Will Somers                      | Tudor Minstrel                   | Tudor Minstrel   |
| 父 Young Generation アイルランド 鹿毛 1976 | 父の父Balidar イギリス 鹿毛 1966      | Will Somers                      | *クヰーンスジエスト              |                  |
| 父 Young Generation アイルランド 鹿毛 1976 | 父の父Balidar イギリス 鹿毛 1966      | Violet Bank                      | The Phoenix                      | The Phoenix      |
| 父 Young Generation アイルランド 鹿毛 1976 | 父の父Balidar イギリス 鹿毛 1966      | Violet Bank                      | Leinster                         |                  |
| 父 Young Generation アイルランド 鹿毛 1976 | 父の母Brig O'Doon イギリス 栗毛 1967  | Shantung                         | Sicambre                         | Sicambre         |
| 父 Young Generation アイルランド 鹿毛 1976 | 父の母Brig O'Doon イギリス 栗毛 1967  | Shantung                         | Barley Corn                      |                  |
| 父 Young Generation アイルランド 鹿毛 1976 | 父の母Brig O'Doon イギリス 栗毛 1967  | Tam o'Shanter                    | Tamerlane                        | Tamerlane        |
| 父 Young Generation アイルランド 鹿毛 1976 | 父の母Brig O'Doon イギリス 栗毛 1967  | Tam o'Shanter                    | Madam Anna                       |                  |
| 母 Smarten Up イギリス 栗毛 1975           | 母の父Sharpen Up イギリス 栗毛 1969   | *エタン                          | Native Dancer                    | Native Dancer    |
| 母 Smarten Up イギリス 栗毛 1975           | 母の父Sharpen Up イギリス 栗毛 1969   | *エタン                          | Mixed Marriage                   |                  |
| 母 Smarten Up イギリス 栗毛 1975           | 母の父Sharpen Up イギリス 栗毛 1969   | Rocchetta                        | Rockefella                       | Rockefella       |
| 母 Smarten Up イギリス 栗毛 1975           | 母の父Sharpen Up イギリス 栗毛 1969   | Rocchetta                        | Chambiges                        |                  |
| 母 Smarten Up イギリス 栗毛 1975           | 母の母L'Anguissola イギリス 鹿毛 1967 | Soderini                         | Crepello                         | Crepello         |
| 母 Smarten Up イギリス 栗毛 1975           | 母の母L'Anguissola イギリス 鹿毛 1967 | Soderini                         | Matuta                           |                  |
| 母 Smarten Up イギリス 栗毛 1975           | 母の母L'Anguissola イギリス 鹿毛 1967 | Posh                             | Migoli                           | Migoli           |
| 母 Smarten Up イギリス 栗毛 1975           | 母の母L'Anguissola イギリス 鹿毛 1967 | Posh                             | Choosey                          |                  |
| 母系(F-No.)                                | (FN:10-b)                             | (FN:10-b)                        | (FN:10-b)                        | [ § 3 ]          |
| 5代内の近親交配                            | Tudor Minstrel 4x5, Hyperion 5x5      | Tudor Minstrel 4x5, Hyperion 5x5 | Tudor Minstrel 4x5, Hyperion 5x5 | [ § 4 ]          |
| 出典                                       | 1. 2. 3. 4.                           | 1. 2. 3. 4.                      | 1. 2. 3. 4.                      | 1. 2. 3. 4.      |